# Gare de Vendenheim
Gare de Vendenheim vasútállomás Franciaországban, Vendenheim településen.

## Vasútvonalak
Az állomást az alábbi vasútvonalak érintik:
- Noisy-le-Sec-Strasbourg-Ville-vasútvonal
- Vendenheim–Wissembourg-vasútvonal
- LGV Est

## Kapcsolódó állomások
A vasútállomáshoz az alábbi állomások vannak a legközelebb:
- Gare de Stephansfeld (Gare de Saverne)
- Gare de Hœrdt (Gare de Haguenau)
- Gare de Mundolsheim (Gare de Strasbourg)
- Gare de Strasbourg (Gare de Sélestat)